# Panolis purpureofusca
Panolis purpureofusca là một loài bướm đêm trong họ Noctuidae.